# اچ‌ام‌اس آرمادا (۱۸۱۰)
اچ‌ام‌اس آرمادا (۱۸۱۰) (به انگلیسی: HMS Armada (1810)) یک کشتی بود. این کشتی در سال ۱۸۱۰ ساخته شد.